# Orin (islote)
Orin, Ounare, Ounare-To, Ounire o Vorin (en inglés: Orin Islet) es una pequeña isla del Atolón Satowan, Estados Federados de Micronesia. Está ubicado en el municipio de Kuttu, estado de Chuuk, en la parte occidental del país, 500 km al oeste de Palikir.
Tiene una superficie de 0,15 kilómetros cuadrados. La tierra de Orin es plana, el punto más alto de la isla está a 21 metros sobre el nivel del mar.